# Фролов, Александр Матвеевич
Александр Матвеевич Фролов (1870 — 1964) — советский специалист в области строительной техники и гидравлики; действительный член АН УССР (с 1939).

Могила Фролова на Богословском кладбище Санкт-Петербурга.

Родился в Царском Селе в семье капитана. В 1888 году окончил Императорскую Николаевскую гимназию. Высшее образование получил в Санкт-Петербургском университете.
Работал преподавателем в Ленинграде; работы по строительству дорог и гидротехнических сооружений.
Похоронен на Богословском кладбище Санкт-Петербурга.